# Länsresidenset i Karlstad
Länsresidenset i Karlstad är en byggnad på Residenstorget i Karlstad, som inrymmer bostads- och representationslokaler för landshövdingen i Värmlands län. Byggnaden förvaltas av Statens fastighetsverk . Residenset är statligt byggnadsminne sedan den 31 maj 2018.

## Historik

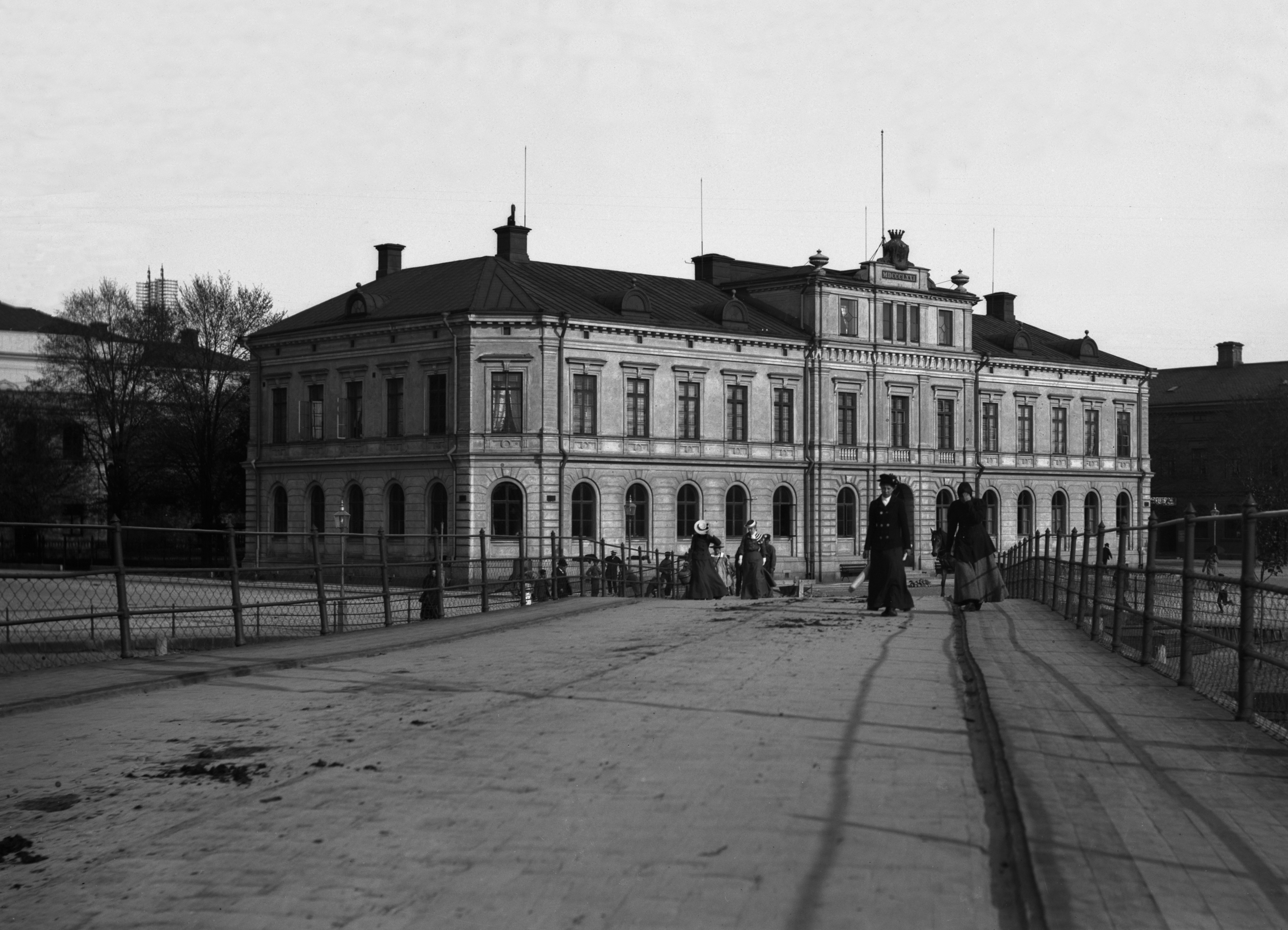
Länsresidenset före påbyggnaden i början av 1920-talet

Fastigheten uppfördes 1869–1871 efter ritningar av Johan Fredrik Åbom efter det att det tidigare residenset brunnit ned vid stadsbranden 1865. I början av 1920-talet genomfördes en om- och tillbyggnad, varvid tredje våning tillfördes enligt Bror Almqvists ritningar. Den senaste renoveringen genomfördes år 1992.
Länsresidenset i Karlstad är en typisk exponent för den typ av offentliga byggnader, som uppfördes under 1800-talets andra hälft. Byggnaden visar på hur denna kategori av byggnader gjordes efter likartade ritningar i syfte att skapa byggnader av monumental karaktär. Residensbyggnaden utgör tillsammans med gården framför och den omgärdande muren en skyddsvärd helhet.